# (27769) 1991 UA3
1991 يو أي 3 (ويعرف أيضًا باسم (27769) 1991 يو أي 3 وفق تسمية الكوكب الصغير) (بالإنجليزية: 1991 UA3)‏ هو كويكب ضمن حزام الكويكبات؛ وترتيبه 27769 من حيث الاكتشاف.
اكتُشف هذا الجُرم الفلكي بواسطة هيروشي كانيدا في 31 أكتوبر 1991.

## وصلات خارجية
- (27769) 1991 UA3 في قاعدة بيانات مختبر الدفع النفاث لأجرام النظام الشمسي الصغيرة

- الاكتشاف · مخطط المدار ·  العناصر المدارية · المعلمات المادية

- (27769) 1991 UA3 على موقع ويكي سكاي: DSS2, SDSS, GALEX, IRAS, Hydrogen α, X-Ray, Astrophoto, Sky Map, Articles and images